# Paul-Alain Léger
Pour les articles homonymes, voir Léger.
Paul-Alain René Léger, alias d'Azermont, né le 29 novembre 1922 à Sidi Ali d'Azemmour (Maroc) et mort le 31 décembre 1999 à Clamart (France), est un officier parachutiste de l'armée française, combattant de la Seconde Guerre mondiale, des guerres d'Indochine et d'Algérie. Ancien des SAS (Special Air Service) et du GCMA en Indochine, spécialiste de la guerre contre-insurrectionnelle dans les services du SDECE. Il est impliqué dans la bataille d'Alger, la crise de mai 1958, la Bleuite, l'affaire Si Salah, la lutte contre les trafiquants d'armes, et le putsch des généraux.

## Biographie
Paul-Alain Léger est issu d'une famille de militaires. Élevé à Sétif en Algérie, il parle couramment l'arabe algérien et le kabyle.

### Seconde Guerre mondiale
Le 11 novembre 1940 Paul-Alain Léger a 19 ans, il manifeste à l'Arc de triomphe aux côtés de ses camarades lycéens contre l'occupant allemand. Fuyant la zone occupée, Léger gagne l'Algérie où les Américains débarquent. Il s'engage alors au 1er zouaves, puis, soldat de première classe, entre à l'école d'officiers de Cherchell dont il sort aspirant de la première promotion en mai 1943.
Il rejoint ensuite les Forces françaises combattantes et part pour l'Angleterre comme parachutiste au 3e régiment de chasseurs parachutistes. Il y rencontre Pierre Chateau-Jobert, alias Conan. En juillet 1944, Conan parachute Léger avec une quinzaine d'hommes en Maine-et-Loire dans le cadre de l'opération du Bois d'Anjou ayant pour objectif de faire sauter des voies ferrées et de désorganiser les transports de troupes allemands, épisode mémorable dans l'histoire des SAS. En avril 1945, Léger saute en Hollande pour l'opération Amherst, avec les mêmes objectifs.

### Guerre d'Indochine
En 1946, Léger est en Indochine dans la demi-brigade parachutiste de choc de Bollardière. Il saute à Nam Định en janvier 1947 sous les ordres du capitaine Louis Ducasse.
Il embarque pour l'Indochine le 1er avril 1953 et devient instructeur à l'école de guérilla du GCMA, au cap Saint-Jacques, que dirige le capitaine Daniel Pradère-Niquet.
En 1948, il est instructeur à Vannes avec son ami le lieutenant Jean Graziani.
Après un séjour à Paris et en Afrique-Équatoriale française, il retourne en Indochine pour y diriger la base de l'île de Cu Lao Ré. Là, il a sous ses ordres trois cents parachutistes vietnamiens parmi lesquels beaucoup de Viet-Minhs prisonniers, qui sont ensuite retournés. Léger les constitue en une force sans uniformes et infiltre les réseaux logistiques du Viet Minh.
En mai 1954 il est promu capitaine et en 1955, après un long stage d'études africaines et asiatiques, il entre au Service de documentation extérieure et de contre-espionnage (SDECE). Il effectue des missions secrètes à l'étranger.

### Guerre d'Algérie
Après sa participation à l'expédition de Suez en 1956, Léger demande son affectation en Algérie. Il entreprend de mettre à profit son expérience indochinoise durant le conflit algérien.

#### Bataille d'Alger
Janvier 1957
Début de la bataille d'Alger, le gouvernement donne les pleins pouvoirs au général Massu qui commande la 10e DP. Léger, alors agent de renseignements dans les services du SDECE est proposé à Massu comme expert en « subversion » par Ducasse, Trinquier, et Chateau-Jobert. Cette fois, il y a un fait nouveau : d’anciens militants du FLN, retournés et habillés en bleu de chauffe travaillent pour une unité créée par Léger (avec l'accord du colonel Godard), le Groupe de renseignements et d'exploitation. Non seulement ils renseignent sur les réseaux, mais ils les infiltrent.
Fin août
Lors d’une opération, 14 bombes sont découvertes et le reste de l’état major de la Zone autonome d'Alger (ZAA) est soit mort, soit en prison, soit retourné, à l’exception de deux hommes : Yacef Saâdi, chef de la ZAA et son adjoint, Ali la Pointe. Le 24 septembre, Yacef Saadi est à son tour arrêté et le 9 octobre, Ali la Pointe meurt dans l'explosion de sa cache.
Il a contribué avec le colonel Trinquier à la création du Dispositif de protection urbaine (DPU) qui a joué un rôle capital dans le démantèlement de la Zone autonome d'Alger (ZAA).

#### Le 13 mai, l'intoxication de la Wilaya III et l'affaire Si Salah
1958-1959
Lors des événements suivant le 13 mai 1958, Léger joue un rôle important dans les manifestations de fraternisation qui vont amener la population musulmane de la Casbah sur le forum d'Alger.
Léger s'emploie à la lutte contre la Wilaya III du colonel Amirouche. Une technique de guerre psychologique redoutablement efficace restera dans les mémoires sous le nom de la « Bleuite ». Il met en œuvre un système de rumeurs et de faux indices pour induire des suspicions mutuelles dans les groupes indépendantistes de la Wilaya III, notamment en relâchant des membres du FLN après leur avoir laissé entendre que certains de leurs chefs travaillaient pour l'armée française. Une vague de tortures et d'épuration s'ensuit, où deux à six mille cadres et militants du FLN s'entretuent. Les purges touchent ensuite toutes les wilayas voisines.
À la fin de 1958, à la suite de changements de cadres, il demande sa mutation dans une unité opérationnelle et rejoint le 3e RPIMa du colonel Trinquier, à Sidi Ferruch, où on lui confie une compagnie de harkis parachutistes. En 1960, comme capitaine responsable de la Wilaya IV au Bureau d'études et liaison (BEL), il est fortement impliqué dans « l'affaire Si Salah », alias affaire Tilsitt, un ensemble de négociations secrètes entre de Gaulle et Si Salah, commandant de la Wilaya IV,.
En 1961, il se trouve incarcéré au fort de Nogent à la suite de son soutien au putsch d'avril 1961 à Alger, dans lequel il est entraîné et ce malgré des sympathies gaullistes et son appartenance antérieure au RPF. Il est mis en disponibilité au dépôt du transit de la Légion étrangère à Marseille. Muté en Mauritanie il y reste jusqu'en 1965 et quitte ensuite l'Armée.
Il laisse des Mémoires sur son action et des portraits des nombreux officiers supérieurs qu'il a côtoyés tels Jacques Massu, Jean Crépin, Maurice Challe, Raoul Salan, Fernand Gambiez, Marcel Bigeard, Pierre Paul Jeanpierre, Roger Trinquier, Roger Faulques et Hélie de Saint Marc.

## Citations
« Je pense personnellement que si l’ennemi a des dispositions particulières pour se détruire lui-même, bien coupable serait celui qui n’en profiterait pas. »

« Comme l'Indochine, j'avais aimé l'Algérie d'une passion charnelle et une fois de plus, je laissais une partie de mon âme sur les rivages de ce pays. »